# Burton Dassett
Burton Dassett – wieś i civil parish w Anglii, w hrabstwie Warwickshire, w dystrykcie Stratford-on-Avon. Leży 18 km na południowy wschód od miasta Warwick i 115 km na północny zachód od Londynu. W 2011 roku civil parish liczyła 1322 mieszkańców. Burton Dassett jest wspomniana w Domesday Book (1086) jako Dercetone.